# Santa Cristina Gela
Santa Cristina Gela est une commune italienne de la province de Palerme, dans la région Sicile.

## Histoire
La commune abrite une forte communauté Arbëresh, Albanais installés ici au XVIIIe siècle, fuyant les massacres de chrétiens dans l’Empire ottoman et rejoignant les Albanais déjà installés dans le sud de l’Italie au XVe siècle. Ces Albanais ont gardé une forte identité, parlant toujours leur langue, l’arbërisht. Dans leur dialecte, albanais teinté d’italien, le village se nomme Sëndahstina.

## Administration
| Période                                  | Période  | Identité            | Étiquette          | Qualité |
| ---------------------------------------- | -------- | ------------------- | ------------------ | ------- |
| 2005                                     | En cours | Giuseppe Cangialosi | Casa delle Libertà |         |
| Les données manquantes sont à compléter. |          |                     |                    |         |

### Communes limitrophes
Altofonte, Belmonte Mezzagno, Marineo, Misilmeri, Monreale, Piana degli Albanesi